# 秦昂
秦昂（1461年—？），字民望，山西平陽府蒲州人，軍籍，明朝政治人物。

## 生平
山西鄉試第三名舉人。弘治九年（1496年）中式丙辰科會試第二百十六名，三甲第一百零六名進士。初授东阿县知县，十六年九月實授广西道监察御史，正德三年（1508年）迁保定府知府，正德四年（1509年）四月升陕西按察司副使，受勑兵备环庆，五年八月因以刘瑾党羽被弹劾，罢归田里。

## 家族
曾祖秦孟仕；祖父秦叔英；父秦瓚（1430年-1485年），字景璋；母關氏（1435年-1519年）。慈侍下。弟旻、昆、冔、昌。